# Kyle Connor
Kyle Connor, född 6 december 1996, är en amerikansk professionell ishockeyforward som spelar för Winnipeg Jets i National Hockey League (NHL). Han har tidigare spelat för Manitoba Moose i American Hockey League (AHL); Michigan Wolverines i National Collegiate Athletic Association (NCAA) och Youngstown Phantoms i United States Hockey League (USHL).
Connor draftades av Winnipeg Jets i första rundan i 2015 års draft som 17:e spelare totalt.

## Statistik
| 2009–2010   | Detroit Belle Tire  | T1EHL       | 31  | 14  | 46  | 60  | 9  | —  | — | —  | —  | — |
| 2010–2011   | Detroit Belle Tire  | T1EHL       | 31  | 12  | 18  | 30  | 21 | —  | — | —  | —  | — |
| 2011–2012   | Detroit Belle Tire  | T1EHL       | 40  | 14  | 39  | 53  | 14 | 7  | 1 | 5  | 6  | 2 |
| 2012–2013   | Youngstown Phantoms | USHL        | 62  | 17  | 24  | 41  | 16 | 9  | 0 | 3  | 3  | 0 |
| 2013–2014   | Youngstown Phantoms | USHL        | 56  | 31  | 43  | 74  | 12 | —  | — | —  | —  | — |
| 2014–2015   | Youngstown Phantoms | USHL        | 56  | 34  | 46  | 80  | 6  | 4  | 3 | 1  | 4  | 0 |
| 2015–2016   | Michigan Wolverines | NCAA        | 38  | 35  | 36  | 71  | 6  | —  | — | —  | —  | — |
| 2016–2017   | Winnipeg Jets       | NHL         | 20  | 2   | 3   | 5   | 4  | —  | — | —  | —  | — |
|             | Manitoba Moose      | AHL         | 52  | 25  | 19  | 44  | 14 | —  | — | —  | —  | — |
| 2017–2018   | Winnipeg Jets       | NHL         | 76  | 31  | 26  | 57  | 16 | 17 | 3 | 7  | 10 | 2 |
|             | Manitoba Moose      | AHL         | 4   | 3   | 2   | 5   | 0  | —  | — | —  | —  | — |
| 2018–2019   | Winnipeg Jets       | NHL         | 82  | 34  | 32  | 66  | 18 | 6  | 3 | 2  | 5  | 0 |
| 2019–2020   | Winnipeg Jets       | NHL         | 71  | 38  | 35  | 73  | 34 | 4  | 0 | 1  | 1  | 0 |
| 2020–2021   | Winnipeg Jets       | NHL         | 56  | 26  | 24  | 50  | 12 | 8  | 3 | 4  | 7  | 0 |
| 2021–2022   | Winnipeg Jets       | NHL         | 79  | 47  | 46  | 93  | 4  | —  | — | —  | —  | — |
| NHL totalt  | NHL totalt          | NHL totalt  | 384 | 178 | 166 | 344 | 88 | 35 | 9 | 14 | 23 | 2 |
| AHL totalt  | AHL totalt          | AHL totalt  | 56  | 28  | 21  | 49  | 14 | —  | — | —  | —  | — |
| USHL totalt | USHL totalt         | USHL totalt | 174 | 82  | 113 | 195 | 34 | 13 | 3 | 4  | 7  | 0 |

### Internationellt
| Källa: Uppdaterad: 2020-08-28 | Källa: Uppdaterad: 2020-08-28 | Källa: Uppdaterad: 2020-08-28 |               | Utv = Utvisningsminuter | Utv = Utvisningsminuter | Utv = Utvisningsminuter | Utv = Utvisningsminuter | Utv = Utvisningsminuter |
| År                            | Lag                           | Mästerskap                    | Matcher       | Mål                     | Assists                 | Poäng                   | Utv                     |                         |
| ----------------------------- | ----------------------------- | ----------------------------- | ------------- | ----------------------- | ----------------------- | ----------------------- | ----------------------- | ----------------------- |
| 2013                          | USA                           | Ivan Hlinka                   | 5             | 2                       | 1                       | 3                       | 2                       |                         |
| 2014                          | USA                           | U18-VM                        | 7             | 4                       | 3                       | 7                       | 0                       |                         |
| 2016                          | USA                           | VM                            | 5             | 0                       | 2                       | 2                       | 0                       |                         |
| Junior totalt                 | Junior totalt                 | Junior totalt                 | Junior totalt | 12                      | 6                       | 4                       | 10                      | 2                       |
| Senior totalt                 | Senior totalt                 | Senior totalt                 | Senior totalt | 5                       | 0                       | 2                       | 2                       | 0                       |